# Geschenk für junge Hausfrauen oder Mittel zur Verringerung der Wirthschaftsausgaben

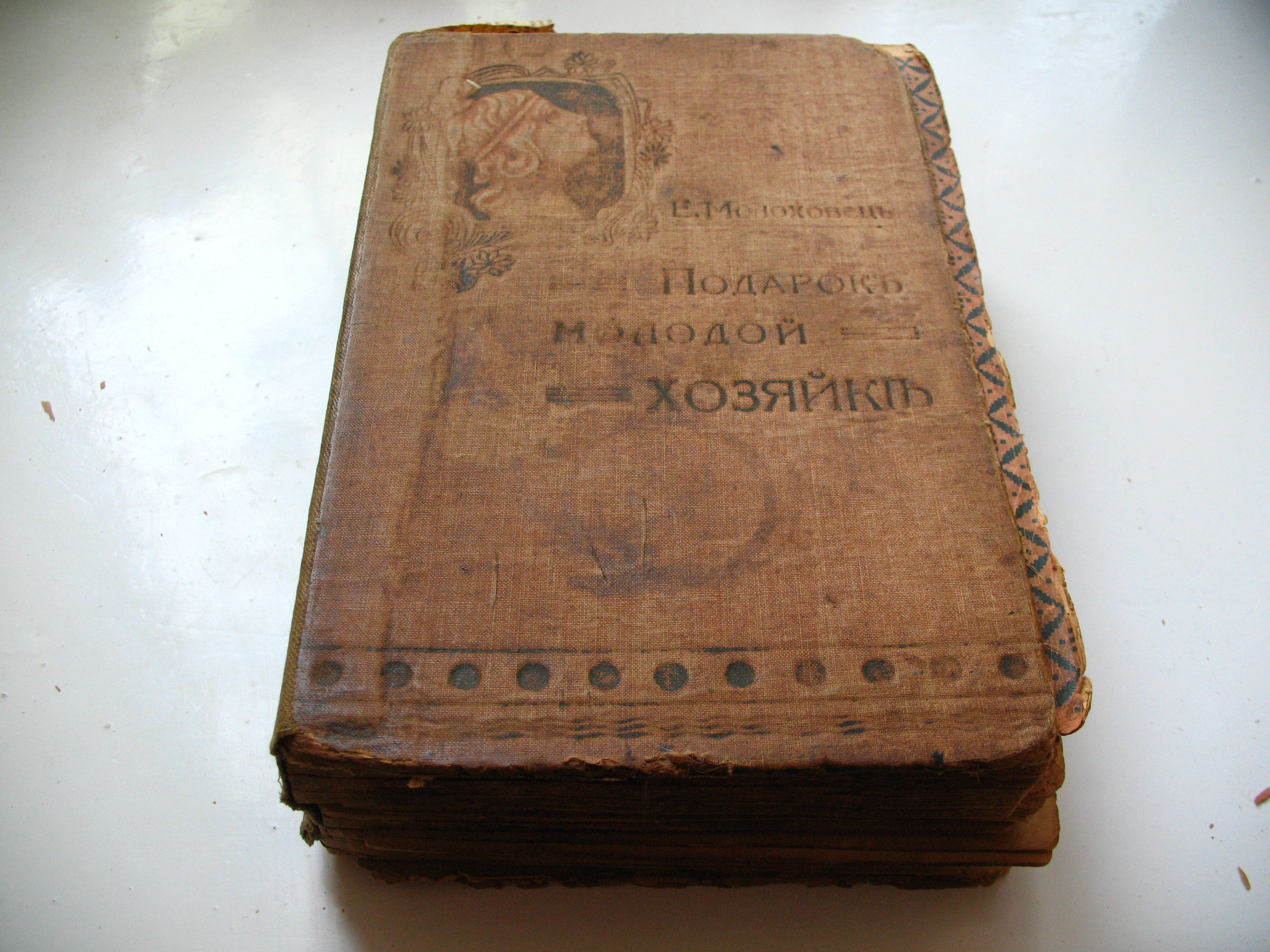
Titel der 29. Auflage von 1917

Geschenk für junge Hausfrauen oder Mittel zur Verringerung der Wirthschaftsausgaben ist ein Kochbuch, das 1861 von der Baltendeutschen Autorin Helene von Molochowetz (geborene Burmann, russisch: Елена Ивановна Молоховец) in Kursk verfasst wurde und überwiegend Rezepte der russischen Küche enthält. 

## Ausgaben
Zuerst verfasste Molochowetz das Kochbuch in russischer Sprache (russisch: Подарок молодым хозяйкам/ Podarok molodym chosjajkam). Die Erstausgabe wurde anonym im Jahr 1861 veröffentlicht – mit der Widmung einer ehemaligen Schülerin an ihre Freundinnen und die Schülerinnen der Höheren Mädchenschule. Erst in den späteren Ausgaben ihres Kochbuchs gab Molochowetz ihren Namen bekannt.
Danach übersetzte Molochowetz ihr Kochbuch selber ins Deutsche. Die deutschsprachige Ausgabe erschien erstmals 1877 im Leipziger Verlag Oswald Mutze. Das Buch ist ein Sammelsurium von russischen Kochrezepten, aber auch von Rezepten aus halb Europa, wie zum Beispiel Wiener Torte, gekochter Fisch auf jüdische Art, Rindfleischbraten auf englische Art, Hamburgersuppe, rothe wallachische Bouillon, Braten auf portugalische Art, polnische Masurekkuchen, französische Suppe á la Julienne, italienische Vermicellen, deutscher Sauerbraten, Macedoine (Gemischtes aus Gemüse), schottländischer oder holländischer Häring, chinesische Suppe und türkischer Hammelbraten. Außer den Kochrezepten gibt es auch ausführliche Ratschläge zur wirtschaftlichen Haushalts- und Dienstbotenführung sowie zur Beköstigung von Gesellschaften. 

## Rezeption
Molochowetz’ Kochbuch zählte zu den erfolgreichsten im Russland des 19. und frühen 20. Jahrhunderts und wurde vielfach neu aufgelegt und erweitert. Die 29. Auflage 1917 bestand aus drei Bänden. In der bolschewikischen Zeit wurde Molochowetz’ Kochbuch – als bourgeois und dekadent abgestempelt – verboten, weil es den Ansprüchen und wirtschaftlichen Verhältnissen des russischen Adels entsprach.
Im Jahr 1992 übersetzte Joyce Toomre etwa 1000 Rezepte und anderen Inhalt aus russischen Ausgaben des Kochbuchs ins Englische und veröffentlichte es unter dem Buchtitel Classic Russian Cooking: Elena Molokhovets' a Gift to Young Housewives.

## Autorin
Helene von Molochowetz entstammte einer ursprünglich brandenburgisch-preußischen Familie. Sie wurde am 21. März 1831 in Archangelsk geboren, wo ihr Vater Zollbeamter war. Sie besuchte das höhere Bildungsinstitut für adlige Töchter Smolny-Institut (russisch Смольный институт) und heiratete später den Architekten Franz Molochovec (Molochowetz). Das Paar zog nach Kursk und bekam zehn Kinder. Molochowetz war eine strenggläubige Protestantin; sie starb vermutlich im Dezember 1918 und wurde neben ihrem Vater auf dem lutherischen Friedhof in St. Petersburg bestattet.

## Weblink
- Deutsche Ausgabe von 1877 an der SLUB Dresden